# جين باركر
جين باركر (بالإنجليزية: Jean Parker )‏ (و. 1915 – 2005 م) هي ممثلة مسرحية، وممثلة أفلام أمريكية، ولدت في دير لودج، بدأت مشوارها المهني سنة 1932، توفيت في وودلاند هيلز، عن عمر يناهز 90 عاماً، بسبب سكتة.

## وصلات خارجية
- جين باركر على موقع IMDb (الإنجليزية)
- جين باركر على موقع ألو سيني (الفرنسية)
- جين باركر على موقع تيرنر كلاسيك موفيز (الإنجليزية)
- جين باركر على موقع أول موفي (الإنجليزية)
- جين باركر على موقع قاعدة بيانات برودواي على الإنترنت (الإنجليزية)
- جين باركر على موقع قاعدة بيانات برودواي على الإنترنت (الإنجليزية)
- جين باركر على موقع قاعدة بيانات الأفلام السويدية (السويدية)
- جين باركر على موقع إن إن دي بي (الإنجليزية)
- جين باركر على موقع قاعدة بيانات الفيلم (الإنجليزية)
- جين باركر على موقع كينوبويسك (الروسية)